# Politico Europe
Politico Europe, tidigare European Voice, är en brittisk veckonättidskrift, som grundades 1995 av The Economist Group. Sedan 2015 ägs tidningen av ett samriskföretag mellan USA-baserade tidskriften Politico och Axel Springer förlag i Berlin. Tidningen behandlar EU-frågor och anges av utgivarna som ett försök att skapa en gemensam europeisk offentlighet.  